# TG Arminia Bielefeld
Die TG Arminia Bielefeld (vollständiger Name: Turngemeinde Arminia Bielefeld e. V.) entstand im Jahr 1919 durch die Fusion des 1. Bielefelder FC Arminia mit der Bielefelder Turngemeinde 1848 und existierte bis zur Auflösung des Vereins im Jahr 1922. Überregionale Bekanntheit erlangte der Verein durch die Teilnahme an der Endrunde um die deutsche Fußballmeisterschaft des Jahres 1922. Der heute existierende Verein DSC Arminia Bielefeld führt die Tradition der Vorläufervereine BFC Arminia und TG Arminia fort, ist aber eine rechtlich eigenständige Neugründung.

## Erfolge
In der Saison 1920/21 wurde die Turngemeinde Meister der Ostgruppe der Kreisliga Westfalengau, durfte jedoch nicht zum Endspiel um die Westfalen-Meisterschaft gegen Preußen Münster antreten, da die Bielefelder bei ihren Meisterschaftsspielen einen nicht spielberechtigten Spieler eingesetzt hatten. In der Folgesaison 1921/22 profitierte die Turngemeinde als Meister der Gauliga Westfalen ihrerseits vom Einsatz eines nicht spielberechtigten Gegners durch den Kölner BC 01 und beendete somit die Endrunde um die westdeutsche Verbandsmeisterschaft nach einer Vielzahl von Protesten und neu angesetzten Wiederholungsspielen auf dem ersten Platz. Damit nahm die Turngemeinde an der Endrunde um die deutsche Fußballmeisterschaft 1921/22 teil. Hier unterlag die Mannschaft jedoch im Viertelfinale dem FC Wacker München in Karlsruhe mit 0:5 Toren.